# Deeper and Deeper
«Deeper and Deeper» es una canción interpretada por la cantante estadounidense Madonna, incluida en su quinto álbum de estudio Erotica (1992). Las compañías Maverick, Sire y Warner Bros. Records la publicaron el 17 de noviembre de 1992 como el segundo sencillo del álbum y figuró posteriormente en el grandes éxitos GHV2 (2001). Compuesta y producida por Madonna y Shep Pettibone —con escritura adicional de Anthony Shimkin—, es un tema de dance pop con influencias de la música disco, el house y el sonido Filadelfia, y cuenta con instrumentos como la guitarra acústica y sonidos de castañuelas en el puente. La letra trata sobre el deseo sexual, aunque se ha argumentado que en realidad habla de un hombre que acepta su homosexualidad.
Recibió reseñas positivas de los críticos, quienes destacaron la influencia de la música disco en el tema y lo consideraron uno de los mejores y más infravalorados trabajos de Madonna. Desde el punto de vista comercial, alcanzó la primera posición en Italia y la séptima en la lista Billboard Hot 100 de Estados Unidos. También llegó a los diez primeros lugares en Canadá, Nueva Zelanda y Reino Unido. El vídeo musical, dirigido por Bobby Woods, fue visto como un homenaje al artista estadounidense Andy Warhol y al director italiano Luchino Visconti; en él, Madonna interpreta a un personaje basado en Edie Sedgwick que va a una discoteca para encontrarse con sus amigos y su novio. Ha interpretado «Deeper and Deeper» en tres de sus giras musicales, la última de las cuales fue el Rebel Heart Tour de 2015-2016.

## Antecedentes y desarrollo

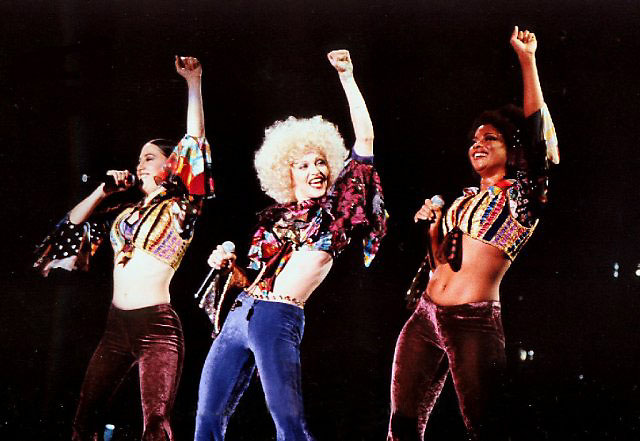
Madonna y sus coristas Donna De Lory (izquierda) y Niki Haris (derecha) interpretando «Deeper and Deeper» durante uno de los conciertos de The Girlie Show (1993)

En abril de 1992, Madonna fundó Maverick, su propia compañía de entretenimiento. Consistía en un sello discográfico (Maverick Records), una productora de cine (Maverick Films) y divisiones asociadas a la publicación de música, radiodifusión, edición de libros y publicidad. El acuerdo fue una empresa conjunta con Time Warner, que pagó a Madonna un adelanto de 60 millones USD y le concedió un 20 % de regalías de sus negocios musicales, una de las tasas más altas de la industria, igualada en ese momento solo por la de Michael Jackson, establecida un año antes con Sony. Madonna mencionó que imaginó a la compañía como un «grupo de reflexión artística» y lo comparó con un cruce entre Bauhaus, el «innovador» instituto de artes alemán formado en Weimar en 1919, y The Factory, el estudio de artistas y asistentes de Andy Warhol con sede en Nueva York. Los dos primeros proyectos de la empresa fueron Erotica, su quinto álbum de estudio, y un coffee table book con fotografías de desnudos de Madonna titulado Sex.
Para Erotica, Madonna trabajó principalmente con Shep Pettibone, con quien había colaborado durante la década de 1980 en varias remezclas de sus sencillos, en la composición y producción de «Vogue» y en el álbum recopilatorio The Immaculate Collection (1990). Pettibone construyó la base musical de las canciones de Erotica al estilo de sus remezclas, mientras Madonna compuso las letras y las melodías. Según el artículo «Erotica Diaries» publicado en la revista Icon, antes de viajar a Chicago —donde Madonna se encontraba filmando A League of Their Own— Pettibone grabó una cinta con tres maquetas, que contaron con la aprobación de la intérprete. Cuando finalizó la filmación, se reunió con el productor en Nueva York y empezaron a trabajar en las maquetas en los meses de octubre y noviembre de 1991. Las primeras canciones que crearon fueron «Erotica», «Bye Bye Baby» y «Deeper and Deeper». Anthony Shimkin, asistente de Pettibone que también participó en la composición, mencionó que la cantante tenía un libro «lleno de letras e ideas de melodías» y se sentía «muy motivada».
Al principio, a Madonna no le gustó el primer grupo de temas que había grabado, pues quería que Erotica tuviese un sonido «crudo», como si estuviese grabado en un callejón en Harlem, y no una producción llamativa que impregnara su sonido. Sumado a ello, tampoco le agradaba la producción de «Deeper and Deeper». Pettibone mencionó que trataron diferentes puentes y cambios, pero al final Madonna decidió que quería que a la mitad se escuchara una guitarra flamenca. El productor recordó que no estaba de acuerdo «con la idea de tomar una canción house [de sonido] Philly y ponerle "La isla bonita" en el medio. Pero eso es lo que ella quería, así que eso es lo que obtuvo». Pettibone también decidió añadir castañuelas para «realmente llevarlo allí [...] no es lo que normalmente piensas al momento de hacer una canción disco. Pero fue un proceso creativo y muy divertido». Según Shimkin, mientras estaban grabando las voces de fondo Pettibone empezó a tararear el verso de «Vogue» (1990) You got to just let your body move to the music/You got to just let your body go with the flow («Solo deja que tu cuerpo se mueva con la música/Solo deja que tu cuerpo siga la corriente»); a Madonna le gustó cómo se escuchaba y decidió incluirla en la canción.

## Composición y publicación

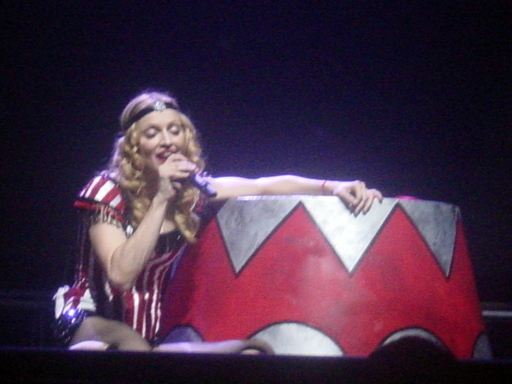
Madonna cantando el tema en el Re-Invention World Tour (2004)

«Deeper and Deeper» fue compuesta y producida por Madonna y Pettibone, con escritura adicional de Shimkin, y la grabación tuvo lugar en los Sound Work Studios de Astoria, en Nueva York, el 16 de junio de 1992. Entre los músicos que participaron se incluyen Pettibone como secuenciador, tecladista y programador, en conjunto con Shimkin; Paul Pesco en las guitarras y Dennis Mitchell, Robin Hancock y George Karras en ingeniería y mezcla. Donna De Lory y Niki Haris colaboraron en los coros. De Lory recordó que «[Niki y yo] volamos hasta Nueva York para trabajar en el disco de Madonna. Habíamos cantando antes con ella, así que la nuestra era una relación realmente cómoda. Y, ¡Dios mío, esta canción! Todo lo que queríamos era cantar Sweeter and sweeter and sweeter!». Es una canción de dance pop con influencias de la música disco, el house y el sonido Filadelfia, cuya letra trata sobre el deseo sexual, aunque según el texto del autor Dan Cadan en el folleto del álbum GHV2 (2001), en realidad habla de un joven que acepta su homosexualidad. Para Sebas E. Alonso, de Jenesaispop, se trata de «una confesión decadente sobre la inevitabilidad de caer en las redes del amor».
Comienza con Madonna repitiendo las palabras Deeper and deeper and deeper and deeper («Más y más y más profundo») antes de dar inicio al estribillo I can't help falling in love, I fall deeper and deeper the further I go («No puedo evitar enamorarme, caigo más y más profundo mientras más lejos voy»). La línea del primer verso When you know the notes to sing, you can sing most anything  («Cuando sabes las notas para cantar, puedes cantar casi cualquier cosa») es una referencia al tema «Do-Re-Mi» del musical de 1959 The Sound of Music. A lo largo del tema se puede encontrar «una yuxtaposición de sintetizadores giratorios de disco, ritmos house y [de estilo] Philly», así como castañuelas y una guitarra flamenca en el puente. Según la partitura publicada en Total Sheet Music por Alfred Publishing Co., Inc., se establece en un compás de 4/4, con un tempo dance moderado de 120 pulsaciones por minuto, y sigue una progresión armónica de do menor7/sol—fa sostenido3/sol—sol—sol7sus—sol7. Hacia el final, Madonna recita una frase de su sencillo anterior «Vogue», en lo que el académico Georges-Claude Guilbert, autor de Madonna as Postmodern Myth, llamó «el último giro posmoderno».
Las compañías Maverick, Sire y Warner Bros. Records publicaron «Deeper and Deeper» como el segundo sencillo de Erotica, después de la canción que da título al álbum. La primera fecha de lanzamiento fue el 10 de noviembre de 1992, cuando salió a la venta un LP con el sencillo. Una semana después, en países de Europa y en Australia, se editó el vinilo de 7" que incluía la edición de la radio, de 4:51 de duración, y una versión instrumental. El maxi CD, que contenía varias remezclas y la edición de la radio, estuvo disponible en Estados Unidos el 8 de diciembre de ese año y dos días después en Europa y Australia. En Japón, un EP con doce remezclas  —seis del tema, cinco de «Erotica» y una del siguiente sencillo, «Bad Girl»— se lanzó al mercado el 10 de abril de 1993. En 2001, la edición de la radio figuró en el grandes éxitos GHV2.

## Recepción crítica
«Deeper and Deeper» recibió numerosos elogios por parte de la crítica especializada. J. Randy Taraborrelli, en su biografía de Madonna, comentó que era «un cambio de ritmo de la canción titular. Un groove house directo en la tradición de los clubes más funky de Nueva York». De manera similar, Joel Lynch de Billboard sostuvo que «si "Erotica" fue una audaz partida sonora, el segundo sencillo, "Deeper and Deeper", la encontró en un territorio más familiar del dance, disco y house». Stephen Thomas Erlewine de Allmusic dijo que era uno de los «mejores y más logrados» trabajos de la intérprete. Arion Berger, de Rolling Stone, lo etiquetó como «uno de los momentos de "disco puro" del álbum» y añadió que «no necesita resonancia emocional para que funcione». Sal Cinquemani de Slant Magazine opinó que se trataba de «un producto de su tiempo y un clásico atemporal de Madge (Madonna)». En su reseña al recopilatorio GHV2, el mismo autor declaró que «suena tan bien hoy como hace casi una década». En 2015, concluyó que «con un catálogo tan amplio y profundo como el de Madonna, es fácil que joyas como "Deeper and Deeper" se pierdan en la historia». En 2011, el personal de la revista lo consideró uno de los 100 mejores sencillos de la década de 1990 y aseguró que se encontraba «entre los mejores logros de Madonna». Por último, en un ranking que ordenó todos los 78 sencillos de la artista hasta 2018, Ed Gonzalez lo incluyó en la sexta posición y lo describió como un «ardiente y conmovedor cuento de hadas sobre el anhelo» y «una aguda destilación del glamur decadente de Erotica y la eterna ambición rubia de Madonna».
Samuel R. Murrian de la revista Parade destacó el solo de guitarra en el puente como «la salsa secreta de este triunfo de música disco». Justin Chadwick, del portal Albumism, afirmó que era una «sublime y eufórica rebanada de disco house que todavía suena fresca dos décadas y media después». En la revista colombiana Shock, José Plata lo calificó como un «legendario sencillo en el que se habla de un amor tan profundo como intenso». En 2008, Sebas E. Alonso de Jenesaispop la incluyó en el puesto treinta y seis de su lista de las cuarenta mejores canciones de Madonna y comentó que era «más petarda que el "Believe" de Cher». Diez años después, el mismo autor lo ubicó en el puesto veintitrés de los 60 mejores de la artista, en conmemoración por su 60.º cumpleaños; al respecto, declaró que aunque «no cumplió muy bien su cometido de reconducir la promo de Erotica tras el escándalo de Sex, sí ha pasado a la historia como una de las canciones favoritas de sus seguidores por mucho que los streamings no acompañen». Joe Morgan del sitio Gay Star News, la llamó «pegajosa, fascinante y uno de sus mejores himnos dance». En el conteo de las 100 mejores canciones de la artista, «Deeper and Deeper» figuró en la séptima posición; Louis Virtel, creador del artículo para el sitio NewNowNext, la consideró «jubilosa y energética», así como «un homenaje a sus días de discoteca, y sigue siendo la mejor amiga de un DJ en muchos bares gay modernos». Mayer Nissim, del periódico en línea PinkNews, la llamó «una fusión contundente y bombeante de house y pop (impulsada por Shep Pettibone) que es mitad discoteca y mitad dormitorio y, aún así, encuentra espacio para un descarado guiño lírico y melódico a "Vogue"».
Para Phil Sutcliffe de Q, «puede ser confundida con un homenaje a Kylie». Tony Power de Blender y el personal de la revista mexicana Expansión la citaron como una de las mejores canciones de Erotica. Samuel Murrian de Instinct sostuvo que es «igual de buena o mejor que "Vogue"». Del portal Medium, Richard LeBeau opinó que se trataba de «cinco minutos y medio de felicidad pura que marcan otra colaboración magistral entre Madonna y Shep Pettibone». Para Guillermo Alonso, de la edición española de Vanity Fair, se trató del «número más abiertamente gay de su carrera. [...] Pocas veces ha estado más energética y pocas veces ha parido un estribillo más irresistible». En el ranking de los mejores sencillos de la artista, Jude Rogers de The Guardian lo describió como «una elegante excursión post-"Vogue" al R&B de los 90». En una lista similar sobre los sencillos de la intérprete, Chuck Arnold de Entertainment Weekly lo ubicó en el puesto veinticinco y Charlotte Robinson de PopMatters definió el tema como «una gran canción pop sobre la importancia de escuchar los consejos de mamá y papá». Por último, Taylor Dougherty de Pop Crush la incluyó en la segunda posición de su conteo de las diez canciones más infravaloradas de Madonna; expresó que era el momento más fuerte de Erotica, así como una de las «mejores épicas dance con infusión de música disco de a principios de los '90», y uno de los mejores temas de la artista que «no recibe el crédito que merece». Esta opinión fue compartida por Robbie Daw, del portal Idolator, quien la ubicó en la primera posición del conteo de las «diez mejores canciones de Madonna que la radio olvidó». Una reseña negativa provino de Deborah Walker, del Sun-Sentinel, quien opinó que la canción «nunca consigue despegar del todo» y calificó el sample de «Vogue» como «perezoso».

## Recepción comercial

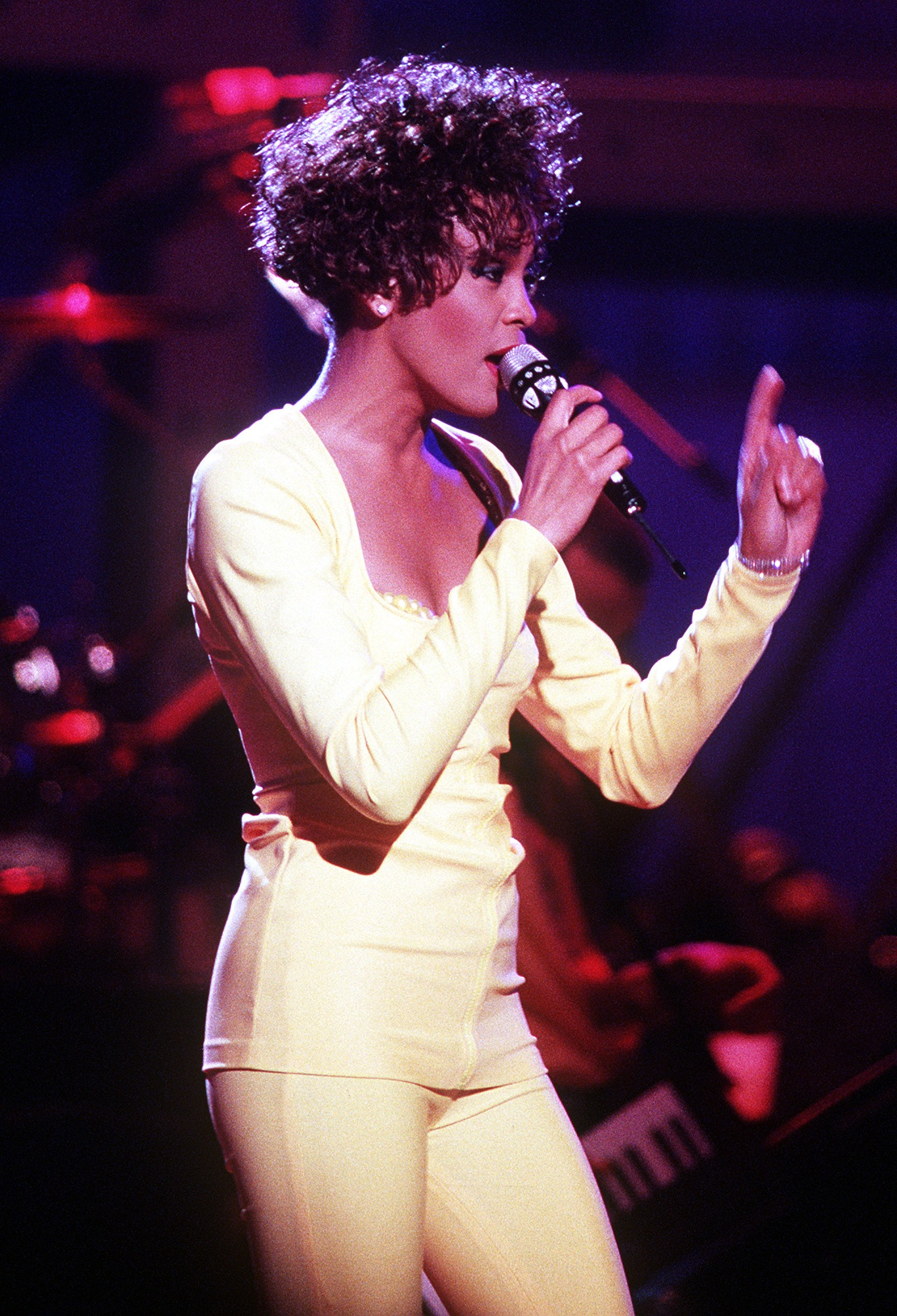
En Canadá, «I Will Always Love You» de Whitney Houston (fotografía) evitó que «Deeper and Deeper» liderara la lista RPM Top 100 Hit Tracks

En Estados Unidos, «Deeper and Deeper» debutó en el puesto número 38 del Billboard Hot 100 en la edición del 5 de diciembre; fue ascendiendo poco a poco y finalmente alcanzó el séptimo lugar el 30 de enero de 1993, en el que permaneció un total de diecisiete semanas. En las listas Top 40 Radio Monitor y Top Singles Sales —componentes del Hot 100— llegó a los puestos octavo y decimoquinto, respectivamente. También lideró los conteos Maxi-Singles Sales y Dance Music Club Play; en este último se convirtió en el decimocuarto sencillo número uno de Madonna. «Deeper and Deeper» alcanzó la segunda posición del Mainstream Top 40 y la decimocuarta de la lista Rhythmic. Para fin de año, ocupó los lugares decimoséptimo en el Dance Music Club Play, vigésimo octavo en  el Dance Music Maxi-Singles Sales, quincuagésimo tercero en el ranking radial y sexagésimo sexto en el Hot 100. En Canadá, ingresó en el septuagésimo sexto puesto del conteo RPM Top 100 Hit Tracks el 12 de diciembre de 1992 y dos meses después, el 13 de febrero de 1993, alcanzó el segundo, por detrás de «I Will Always Love You» de Whitney Houston. Asimismo, llegó a lo más alto en la sección dance de RPM y al puesto veintiuno en la lista de adulto contemporáneo. Para fin de año se ubicó en el trigésimo cuarto de la lista principal y en el trigésimo primero de la de música dance. La buena recepción del sencillo en dicho país continuó en la lista The Record, donde llegó al primer puesto en la edición del 18 de enero de 1993.
En la lista oficial de Australia estuvo tres semanas seguidas en la undécima posición; la Australian Recording Industry Association (ARIA) lo certificó con un disco de oro por la venta de 35 000 copias. El 20 de diciembre de 1992, debutó en el puesto veintisiete en Nueva Zelanda y alcanzó la novena posición catorce días después. En los mercados europeos el recibimiento comercial fue más variado, aunque en general favorable. En Italia llegó a la cima y fue el decimocuarto sencillo más exitoso de 1993 a nivel nacional, mientras que en Finlandia se ubicó en el cuarto lugar. En Reino Unido debutó en la décima posición de la lista oficial el 12 de diciembre y, una semana después, ascendió a la sexta; en total, el tema pasó nueve semanas en la lista. Para agosto de 2008 se habían vendido 136 854 copias del sencillo en ese país, según la Official Charts Company. En otros países como Irlanda, Dinamarca y Bélgica ocupó los lugares séptimo, octavo y décimo, respectivamente; y estuvo entre los treinta primeros en Alemania, Austria, Francia, Islandia, Países Bajos, Suecia y Suiza. Como resultado de su rendimiento en las listas europeas, el 9 de enero de 1993 la canción alcanzó la novena posición en el Eurochart Hot 100 Singles, que se basa en el desempeño comercial de más de quince países del continente. Además, ingresó a los rankings European Dance Radio, donde llegó al segundo puesto —por detrás de «I Will Always Love You». Alcanzó el cuarto lugar del EHR Top 40 y el octavo del Adult Contemporary Europe.

## Vídeo musical

### Rodaje y sinopsis

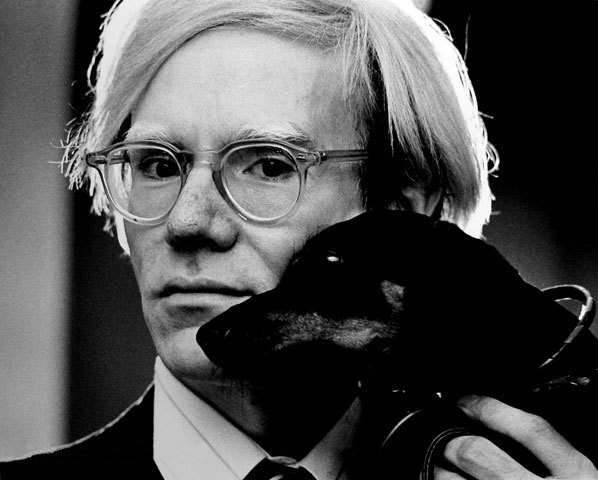
El vídeo musical presenta influencias del trabajo del artista Andy Warhol (fotografía)

El vídeo musical de «Deeper and Deeper» se filmó el 7 y 8 de noviembre de 1992 en los Ren-Mar Studios y en el club nocturno The Roxbury en Los Ángeles (California), bajo la dirección de Bobby Woods. Madonna personifica a la protegida de Andy Warhol, Edie Sedgwick. Woods recordó que «[Madonna] quería hacer un vídeo al estilo de Andy Warhol/Edie Sedgwick. Ella creía, y creo que esto es cierto, que había una similitud entre Estados Unidos en los felices años 20 y en los años 70 de la música disco». Contó con la participación de la directora Sofia Coppola, la actriz y amiga de Madonna Debi Mazar, el director de pornografía gay Chi Chi LaRue, el actor pornográfico Joey Stefano, el empresario Seymour Stein, la estilista Ingrid Casares y el actor alemán Udo Kier. Madonna también invitó al excolaborador de Warhol Joe Dallesandro a que participara, pero este rechazó la propuesta. Según el director, las escenas de baile fueron «100 % espontáneas. [...] Llenamos la discoteca con gente, pusimos la canción y simplemente comenzaron a bailar».
Descrito como «un pastiche de imágenes setenteras», con escenas a color y en blanco y negro, comienza con el personaje de Kier en un cuarto oscuro, hablando en alemán con subtítulos en inglés: «Nuestros ídolos y demonios tendrán la decisión de perseguirnos hasta que nosotros lo permitamos. ¡Dejémoslos ir!». Seguido de esto, Madonna llega a una discoteca en un Mercedes-Benz W-111 convertible y busca a su amante, también interpretado por Kier. Mientras está en la discoteca, deja unos globos amarrados a la barra, los cuales comienzan a perderse o a ser reventados. Luego se intercalan tomas de la artista reuniéndose y bailando con sus amigos, una escena en la que es fotografiada, y otra donde ella y sus amigas ven a un hombre (Stefano) bailando en ropa interior. Al final, el hombre del inicio (Kier) corta el último de sus globos.

### Análisis y recepción
En su libro The Resistance: Ten Years of Pop Culture that Shook the World, Armond White declaró que «en el gran "Deeper and Deeper", Madonna combina el historicismo con su conciencia de arte pop. Vuelve a la era de la decadencia generalizada, tipificada a través de la disco y el cénit publicitario de Andy Warhol». Georges-Claude Guilbert dijo que «recrea la atmósfera de las cintas underground de Warhol y Morrissey, particularmente Flesh (1968) y Trash (1970)». Además, describió la apariencia de la cantante como una mezcla entre Isadora Duncan, Dita Parlo e Ingrid Thulin en La caída de los dioses (1969). Guilbert también notó influencias de Luchino Visconti y John Travolta en la cinta Saturday Night Fever (1977). Destacó la escena en la que Madonna y sus amigas comen bananas mientras miran a Stefano bailar como una referencia a la portada del álbum The Velvet Underground & Nico (1967), diseñada por Warhol. Concluyó que, al incluir a Stefano y a La Rue, Madonna estaba «consolidando su estatus como ícono gay».
Chris Williams, de Los Angeles Times, sostuvo que «la extraña mezcla de cursilería kitsch setentera y malevolencia de drogadicción es intrigante en la superficie, pero, en el fondo, sumamente profunda». Por su parte, el autor italiano Francesco Falconi, en Loco por Madonna. La Reina del Pop, sostuvo que no fue «una de las decisiones más acertadas de la artista, para ser sinceros, aunque sea un homenaje explícito a la fotografía de Andy Warhol». En 2013, Louis Virtel de NewNowNext lo colocó en la vigésimo novena posición de sus 55 mejores vídeos, y en 2015 la revista Out lo incluyó en el decimonoveno lugar de los «20 vídeos con más estilo» de la cantante. Por último, Eric Diaz, del portal Nerdist, lo nombró su duodécimo mejor vídeo y recalcó que «captura perfectamente la alegría eufórica de perderse en el ritmo de la pista de baile». Se puede encontrar en el DVD Celebration: The Video Collection (2009).

## Presentaciones en vivo y versiones

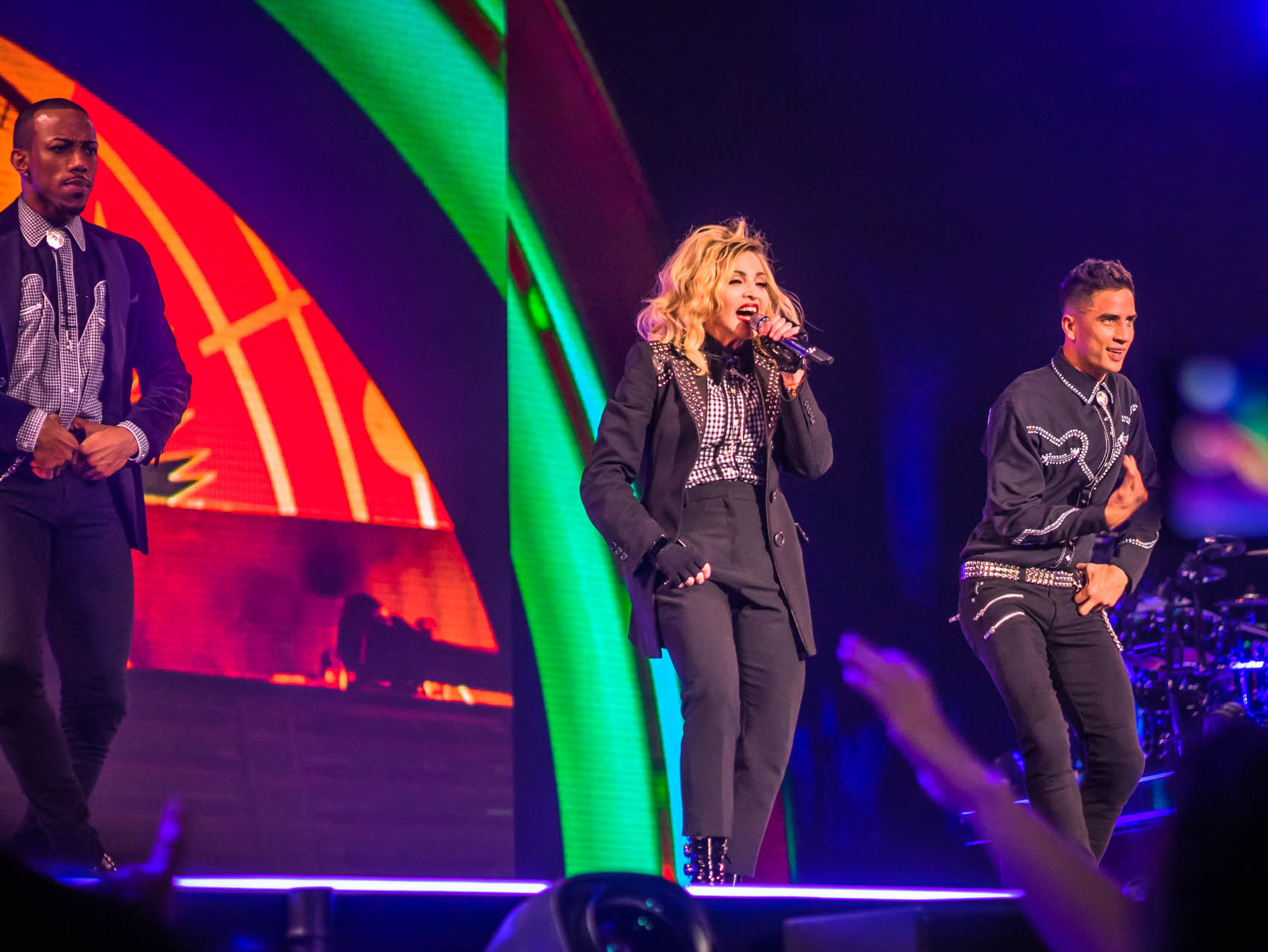
Madonna interpretando «Deeper and Deeper» en la gira Rebel Heart Tour de 2015-2016

Madonna incluyó «Deeper and Deeper» en el repertorio de sus giras The Girlie Show (1993), Re-Invention (2004) y Rebel Heart (2015-2016). En la primera, la interpretó después de «Express Yourself» (1989), del álbum Like a Prayer. El escenario estaba decorado con cortinas de mylar y bolas de discoteca que resplandecían. Madonna, acompañada de Haris y De Lory, lucía una peluca afro rubia, blusa colorida de los años 1970 y pantalones azules acampanados. Al comienzo de la actuación, un hombre del público se subía al escenario intentando bailar con la cantante y luego se quitaba sus pantalones de broches, solo para revelar que era uno de los bailarines del espectáculo. Según Georges-Claude Guilbert, para la interpretación Madonna se inspiró en Marlene Dietrich en el filme La Venus Rubia (1932). En su reseña del concierto en la ciudad de Nueva York, Jon Pareles del New York Times opinó que el número formó parte del «núcleo del espectáculo», que incluyó «canciones de liberación». El espectáculo en Sídney (Australia), realizado el 19 de noviembre de 1993, fue grabado y la actuación figuró en el vídeo The Girlie Show - Live Down Under (1994).
Once años después, Madonna incluyó «Deeper and Deeper» en el repertorio del Re-Invention World Tour. En esta ocasión figuró en el tercer segmento del espectáculo, «Circo-Cabaret». Presentado en una versión acústica y lounge, apareció en el escenario vestida con un traje al estilo circo, que consistía en pantalones cortos negros, un bustier de rayas blancas y rojas, vincha y tacones rojos. La actuación obtuvo reseñas positivas: The Washington Times escribió que «[Madonna] mostró matices vocales que no sabíamos que tenía», y Elizabeth Smith del New York Times expresó: «¿Quién sabía que su éxito dance "Deeper and Deeper" tenía tanta resonancia erótica/romántica?».
En el Rebel Heart Tour de 2015-16, cantó «Deeper and Deeper» en su versión original remezclada con elementos de música house. La coreografía incluyó danza en línea y, en cierto punto, un bailarín cargó a la cantante en su espalda mientras que la pantalla de fondo mostraba una rocola. El vestuario estuvo inspirado en el rockabilly y fue creado por las casas de moda Prada y Miu Miu. La crítica otorgó a la presentación comentarios favorables. Rob Sheffield de Rolling Stone se refirió a ella como «uno de los puntos culminantes de la gira», mientras que Daryl Deino de Inquisitr admitió que «a pesar de que [Madonna] mostró unos impresionantes pasos de baile, fue su canto poderoso lo que realmente hizo que la actuación cobrase vida». Una de las actuaciones de esta gira se incluyó en el quinto álbum en vivo de Madonna, Rebel Heart Tour, publicado en 2017. Mark Pistel versionó el tema para Virgin Voices: A Tribute To Madonna, Vol. 2 (2000), y en 2012 el trío John DiMartino Romantic Jazz grabó la canción para su álbum Forbidden Love - Tribute To Madonna.

## Lista de canciones y formatos
| 7" / CD de 3" |                                       |          |  |
| N.º           | Título                                | Duración |  |
| 1.            | «Deeper and Deeper» (versión editada) | 4:54     |  |
| 2.            | «Deeper and Deeper» (instrumental)    | 5:31     |  |

| CD  |                                                |          |  |
| N.º | Título                                         | Duración |  |
| 1.  | «Deeper and Deeper» (versión del álbum)        | 4:41     |  |
| 2.  | «Deeper and Deeper» (Shep's Deep Makeover Mix) | 9:09     |  |
| 3.  | «Deeper and Deeper» (David's Klub Mix)         | 7:40     |  |
| 4.  | «Deeper and Deeper» (Shep's Classic 12")       | 7:27     |  |
| 5.  | «Deeper and Deeper» (Shep's Fierce Deeper Dub) | 6:01     |  |
| 6.  | «Deeper and Deeper» (Shep's Deep Beats)        | 2:57     |  |

| Maxisencillo |                                                |          |  |
| N.º          | Título                                         | Duración |  |
| 1.           | «Deeper and Deeper» (versión del álbum)        | 4:41     |  |
| 2.           | «Deeper and Deeper» (Shep's Deep Makeover Mix) | 9:09     |  |
| 3.           | «Deeper and Deeper» (David's Klub Mix)         | 7:40     |  |
| 4.           | «Deeper and Deeper» (Shep's Classic 12")       | 7:27     |  |
| 5.           | «Deeper and Deeper» (Shep's Fierce Deeper Dub) | 6:01     |  |
| 6.           | «Deeper and Deeper» (David's Love Dub)         | 5:39     |  |
| 7.           | «Deeper and Deeper» (Shep's Deep Beats)        | 2:57     |  |

| CD / EP |                                                |          |  |
| N.º     | Título                                         | Duración |  |
| 1.      | «Deeper and Deeper» (Shep's Deep Makeover Mix) | 9:09     |  |
| 2.      | «Deeper and Deeper» (David's Klub Mix)         | 7:38     |  |
| 3.      | «Deeper and Deeper» (Shep's Classic 12")       | 7:25     |  |
| 4.      | «Deeper and Deeper» (Shep's Fierce Deeper Dub) | 5:58     |  |
| 5.      | «Deeper and Deeper» (David's Love Dub)         | 5:37     |  |
| 6.      | «Deeper and Deeper» (Shep's Deep Beats)        | 2:57     |  |
| 7.      | «Bad Girl» (Extended mix)                      | 6:29     |  |
| 8.      | «Erotica» (Kenlou B-Boy Instrumental)          | 5:54     |  |
| 9.      | «Erotica» (Underground Tribal Beats)           | 3:30     |  |
| 10.     | «Erotica» (WØ Dub)                             | 4:53     |  |
| 11.     | «Erotica» (House Instrumental)                 | 4:59     |  |
| 12.     | «Erotica» (Bass Hit Dub)                       | 4:47     |  |

| Descarga digital |                                                |          |  |
| N.º              | Título                                         | Duración |  |
| 1.               | «Deeper and Deeper» (Album Edit)               | 4:55     |  |
| 2.               | «Deeper and Deeper» (Shep's Deep Makeover Mix) | 9:07     |  |
| 3.               | «Deeper and Deeper» (David's Klub Mix)         | 7:39     |  |
| 4.               | «Deeper and Deeper» (Shep's Classic 12")       | 7:25     |  |
| 5.               | «Deeper and Deeper» (Shep's Fierce Deeper Dub) | 5:59     |  |
| 6.               | «Deeper and Deeper» (David's Love Dub)         | 5:37     |  |
| 7.               | «Deeper and Deeper» (Shep's Deepstrumental)    | 6:00     |  |
| 8.               | «Deeper and Deeper» (David's Deeper Dub)       | 5:24     |  |
| 9.               | «Deeper and Deeper» (Shep's Deeper Dub)        | 6:09     |  |
| 10.              | «Deeper and Deeper» (Shep's Deep Bas Dub)      | 5:00     |  |
| 11.              | «Deeper and Deeper» (Shep's Deep Beats)        | 2:57     |  |
| 12.              | «Deeper and Deeper» (Album Instrumental)       | 5:34     |  |

## Posicionamiento en listas
| País (Lista 1992-93)                      | Posición más alta |
| ----------------------------------------- | ----------------- |
| Alemania (Offizielle Deutsche Charts)     | 26                |
| Australia (ARIA)                          | 11                |
| Austria (Ö3 Austria Top 40)               | 30                |
| Bélgica Flandes (Ultratop)                | 10                |
| Canadá (RPM Top 100 Hit Tracks)           | 2                 |
| Canadá (RPM Top 50 Dance Tracks)          | 1                 |
| Canadá (RPM Adult Contemporary)           | 21                |
| Canadá (The Record)                       | 1                 |
| Dinamarca (IFPI)                          | 8                 |
| Estados Unidos (Billboard Hot 100)        | 7                 |
| Estados Unidos (Dance Club Play)          | 1                 |
| Estados Unidos (Dance Maxi-Singles Sales) | 1                 |
| Estados Unidos (Mainstream Top 40)        | 2                 |
| Estados Unidos (Rhythmic)                 | 14                |
| Estados Unidos (Top 40 Radio Monitor)     | 8                 |
| Estados Unidos (Top Singles Sales)        | 15                |
| Unión Europea (Eurochart Hot 100 Singles) | 9                 |
| Unión Europea (EHR Top 40)                | 4                 |
| Unión Europea (Adult Contemporary Europe) | 8                 |
| Unión Europea (European Dance Radio)      | 2                 |
| Finlandia (IFPI)                          | 4                 |
| Francia (SNEP)                            | 17                |
| Irlanda (IRMA)                            | 7                 |
| Islandia (Íslenski listinn)               | 13                |
| Italia (Hit Parade Italia)                | 1                 |
| Nueva Zelanda (Recorded Music NZ)         | 9                 |
| Países Bajos (Dutch Top 40)               | 17                |
| Países Bajos (Single Top 100)             | 20                |
| Reino Unido (UK Singles Chart)            | 6                 |
| Suecia (Sverigetopplistan)                | 22                |
| Suiza (Schweizer Hitparade)               | 23                |

| País (Lista 1993)                         | Posición |
| ----------------------------------------- | -------- |
| Bélgica Flandes (Ultratop)                | 95       |
| Canadá (RPM Top 100 Hit Tracks)           | 34       |
| Canadá (RPM Top 50 Dance Tracks)          | 31       |
| Estados Unidos (Billboard Hot 100)        | 66       |
| Estados Unidos (Hot 100 Singles Airplay)  | 53       |
| Estados Unidos (Dance Club Play)          | 17       |
| Estados Unidos (Dance Maxi-Singles Sales) | 28       |
| Italia (Hit Parade Italia)                | 44       |

## Certificaciones
| País (organismo certificador) | Certificación | Unidades certificadas |
| ----------------------------- | ------------- | --------------------- |
| Australia (ARIA)              | Oro           | 35 000                |

## Créditos y personal

### Dirección
- Publicado por WB Music Corp./Bleu Disque Music Co. Inc./Webo Girl Publishing, Inc., admin. por WP Music Corp/Shepsongs, admin. por MCA Music Publishing Inc. (ASCAP).
- Grabación en Sound Works Studio (Astoria, Nueva York).
- Masterización en Sterling Sound (Nueva York).

### Personal
- Madonna: voz, composición, producción
- Shep Pettibone: composición, producción, teclados, secuencia, programación
- Anthony Shimkin: composición, teclados, secuencia, programación
- Joe Moskowitz: teclados
- Paul Pesco: guitarra
- Niki Haris: coros
- Donna De Lory: coros
- P. Dennis Mitchell: ingeniería de grabación
- Robin Hancock: ingeniería de grabación
- Goh Hotoda: mezcla
- Ted Jensen: masterización

Créditos adaptados de las notas del álbum Erotica.